# Bracon gilvellus
Bracon gilvellus är en stekelart som beskrevs av Vladimir Ivanovich Tobias 2000. Bracon gilvellus ingår i släktet Bracon och familjen bracksteklar. Inga underarter finns listade.